# Taphonia griseirena
Taphonia griseirena là một loài bướm đêm trong họ Noctuidae.